# Ugine
Ugine és un municipi francès al departament de Savoia (regió d'Alvèrnia-Roine-Alps). L'any 2007 tenia 7.037 habitants.

## Demografia

### Població
El 2007 la població de fet d'Ugine era de 7.037 persones. Hi havia 3.046 famílies de les quals 1.040 eren unipersonals (467 homes vivint sols i 573 dones vivint soles), 920 parelles sense fills, 869 parelles amb fills i 217 famílies monoparentals amb fills.
La població ha evolucionat segons el següent gràfic:
Habitants censats

### Habitatges
El 2007 hi havia 3.493 habitatges, 3.091 eren l'habitatge principal de la família, 220 eren segones residències i 181 estaven desocupats. 1.518 eren cases i 1.947 eren apartaments. Dels 3.091 habitatges principals, 1.401 estaven ocupats pels seus propietaris, 1.608 estaven llogats i ocupats pels llogaters i 82 estaven cedits a títol gratuït; 78 tenien una cambra, 364 en tenien dues, 821 en tenien tres, 954 en tenien quatre i 873 en tenien cinc o més. 1.962 habitatges disposaven pel capbaix d'una plaça de pàrquing. A 1.511 habitatges hi havia un automòbil i a 1.120 n'hi havia dos o més.

### Piràmide de població
La piràmide de població per edats i sexe el 2009 era:
| Homes | Edats   | Dones |
| ----- | ------- | ----- |
| 4     | 95 o +  | 12    |
| 12    | 90 a 94 | 28    |
| 44    | 85 a 89 | 76    |
| 60    | 80 a 84 | 84    |
| 100   | 75 a 79 | 156   |
| 168   | 70 a 74 | 200   |
| 240   | 65 a 69 | 208   |
| 188   | 60 a 64 | 224   |
| 164   | 55 a 59 | 184   |
| 268   | 50 a 54 | 248   |
| 288   | 45 a 49 | 236   |
| 272   | 40 a 44 | 260   |
| 204   | 35 a 39 | 264   |
| 224   | 30 a 34 | 168   |
| 208   | 25 a 29 | 232   |
| 168   | 20 a 24 | 156   |
| 252   | 15 a 19 | 228   |
| 200   | 10 a 14 | 192   |
| 188   | 5 a 9   | 212   |
| 152   | 0 a 4   | 152   |

## Economia
El 2007 la població en edat de treballar era de 4.427 persones, 3.143 eren actives i 1.284 eren inactives. De les 3.143 persones actives 2.874 estaven ocupades (1.637 homes i 1.237 dones) i 271 estaven aturades (92 homes i 179 dones). De les 1.284 persones inactives 374 estaven jubilades, 414 estaven estudiant i 496 estaven classificades com a «altres inactius».

### Ingressos
El 2009 a Ugine hi havia 3.151 unitats fiscals que integraven 7.157,5 persones, la mediana anual d'ingressos fiscals per persona era de 17.376 €.

### Activitats econòmiques
Dels 324 establiments que hi havia el 2007, 8 eren d'empreses extractives, 6 d'empreses alimentàries, 20 d'empreses de fabricació d'altres productes industrials, 76 d'empreses de construcció, 56 d'empreses de comerç i reparació d'automòbils, 12 d'empreses de transport, 26 d'empreses d'hostatgeria i restauració, 4 d'empreses d'informació i comunicació, 13 d'empreses financeres, 15 d'empreses immobiliàries, 33 d'empreses de serveis, 31 d'entitats de l'administració pública i 24 d'empreses classificades com a «altres activitats de serveis».
Dels 125 establiments de servei als particulars que hi havia el 2009, 1 era una oficina d'administració d'Hisenda pública, 1 gendarmeria, 2 oficines de correu, 6 oficines bancàries, 10 tallers de reparació d'automòbils i de material agrícola, 1 taller d'inspecció tècnica de vehicles, 3 autoescoles, 12 paletes, 19 guixaires pintors, 27 fusteries, 8 lampisteries, 7 electricistes, 1 empresa de construcció, 9 perruqueries, 2 veterinaris, 11 restaurants, 1 agència immobiliària, 1 tintoreria i 3 salons de bellesa.
Dels 19 establiments comercials que hi havia el 2009, 2 eren supermercats, 1 una botiga de més de 120 m², 1 una botiga de menys de 120 m², 4 fleques, 1 una carnisseria, 1 una llibreria, 2 botigues de roba, 1 una botiga d'equipament de la llar, 2 botigues d'electrodomèstics, 1 un drogueria, 1 una joieria i 2 floristeries.
L'any 2000 a Ugine hi havia 94 explotacions agrícoles que ocupaven un total de 697 hectàrees.

## Equipaments sanitaris i escolars
El 2009 hi havia 1 un hospital de tractaments de llarga durada, 3 farmàcies i 1 ambulància.
El 2009 hi havia 2 escoles maternals i 6 escoles elementals. A Ugine hi havia 1 col·legi d'educació secundària, 1 liceu d'ensenyament general i 1 liceu tecnològic. Als col·legis d'educació secundària hi havia 399 alumnes, als liceus d'ensenyament general n'hi havia 411 i als liceus tecnològics 282.

## Poblacions més properes
El següent diagrama mostra les poblacions més properes.